# Baranauskas (cráter)
Baranauskas es un cráter de impacto de 36 km de diámetro del planeta Mercurio. Debe su nombre al poeta lituano  Antanas Baranauskas (1835-1902), y su nombre fue aprobado por la  Unión Astronómica Internacional en 2015.